# Det magiska talet sju, plus minus två
Det magiska talet sju, plus minus två, originalets titel The Magical Number Seven, Plus or Minus Two: Some Limits on Our Capacity for Processing Information, är en av de mest citerade artiklarna inom psykologi. Artikeln skrevs av den kognitiva psykologen George A. Miller vid Harvard Universitys psykologiska institution och publicerades 1956 i Psychological Review. Artikelns innehåll används ofta för att hävda att antalet minnesenheter en genomsnittlig människa kan ha i korttidsminnet är 7 ± 2. Detta har ibland kallats Millers lag.

## Millers artikel
I sin artikel diskuterade Miller ett sammanträffande mellan begränsningarna för en-dimensionell absolut bedömning och begränsningarna av korttidsminnet. I en endimensionell absolutbedömningsuppgift presenteras en person för ett antal stimuli som varierar på en dimension (t.ex. 10 olika toner som bara varierar i tonhöjd) och svarar på varje stimulans med ett motsvarande tidigare inlärt svar. Prestandan är nästan perfekt upp till fem eller sex olika stimuli, men minskar när antalet olika stimuli ökar. Uppgiften kan beskrivas som en informationsöverföring: Inmatningen består av en av n möjliga stimuli, och utmatningen består av en av n olika svar. Informationen som finns i inmatningsinformationen kan bestämmas av antalet binära beslut som måste fattas för att komma fram till den valda stimulansen, och detsamma gäller för svaret. Därför kan människors maximala prestanda i en-dimensionell absolut bedömning karakteriseras som en informationskanalskapacitet med cirka 2 till 3 bitar av information, vilket motsvarar förmågan att skilja mellan fyra och åtta alternativ.
Den andra kognitiva begränsningen som Miller diskuterar är minnesspann. Med minnesspann menas den längsta listan enheter (t.ex. siffror, bokstäver, ord) som en person kan upprepa i rätt ordning på hälften av försöken omedelbart efter att ha blivit presenterade inmatningsinformationen. Miller observerade att minnesspannet för unga vuxna är ungefär sju enheter. Han lade också märke till att minnesspannet är ungefär detsamma för stimuli med väldigt olika informationstyper - till exempel har binära siffror 1 bit vardera, decimalsiffror har 3,32 bitar vardera och ord har cirka 10 bitar vardera. Miller drog slutsatsen att minnesområdet inte är begränsat i termer av bitar utan snarare i termer av block. Ett block är den största meningsfulla enheten i det presenterade materialet som personen känner igen - alltså, vad som räknas som ett block beror på kunskapen hos personen som testas. Till exempel är ett ord ett enda block för en som talar ett språk, men ses som många block för någon som är helt obekant med språket och istället ser ordet som en samling fonetiska segment.
Miller insåg att likheten mellan våra begränsningar i en-dimensionell absolut bedömning och av korttidsminnet endast var en tillfällighet eftersom endast den första gränsen och inte den andra, kan karakteriseras med informationsteoretiska termer (dvs. som ett konstant ungefärligt antal bitar). Därför finns det inget "magiskt" med nummer sju, och Miller använde uttrycket endast retoriskt. Icke desto mindre inspirerade idén om ett "magiskt nummer 7" till mycket teoretisering om kapacitetsgränserna för mänsklig kognition, i både strikta och mindre strikta termer. Siffran sju utgör en användbar heuristik som påminner oss om att listor som är längre än sju gör att det blir betydligt svårare att komma ihåg och bearbeta dem samtidigt.